# Rea Magnet Wire
Rea Magnet Wire Company, Inc. es uno de los mayores fabricantes del mundo de productos de imanes y alambres no ferrosos. Rea produce alambre magnético con aislamiento de cobre , aluminio y latón y alambre desnudo utilizado en la fabricación de motores, transformadores y bobinas. Rea también fabrica una serie de productos especiales de alambre.

## Industria de cables magnéticos
Hasta que George Jacobs inventó un esmalte práctico para este fin, se utilizó tela para aislar el cable magnético. Esto tenía una serie de inconvenientes tales como que la tela era demasiado cara, se desgastaba y era voluminosa. Los cables con aislamiento de esmalte podrían empaquetarse de forma más densa, permitiendo motores más pequeños y eficientes, bobinas y otros dispositivos electromagnéticos.
Jacobs había trabajado como químico en la planta de General Electric en Fort Wayne, Indiana. De hecho, conoció y se casó con su esposa Ethel cuando él trabajó allí. Obtuvo un mejor trabajo como químico en Sherwin-Williams en Cleveland, Ohio, pero continuó trabajando en privado con un aislamiento de alambre de esmalte. Trató de explotar su invención allí, pero la falta de capital y las habilidades de gestión lo obstaculizaban. Su suegro, el exitoso mayorista de hardware de Fort Wayne WE Mossman, era un viudo solitario. Acordó respaldar a Jacobs con capital, si se mudaba a Fort Wayne. Una vez allí, el hermano de Ethel, P. Paul Mossman, brindó habilidades administrativas adicionales.
Jacobs construyó una planta en Wall Street en Fort Wayne, Indiana en 1912. En 1922, Dudlo Wire era el mayor fabricante de alambres magnéticos del país, pero en 1927, los propietarios estaban preocupados por la salud financiera del país. Se vendieron a un conglomerado, General Cable Corporation, en 1927, con la Gran Depresión comenzando en 1929. George Jacobs dejó Dudlo en 1928 para formar una nueva compañía, Inca Manufacturing, que más tarde se convirtió en Phelps Dodge Magnet Wire. Victor Rea se convirtió en gerente de Dudlo.